# Jan van der Straet
Jan van der Straet, latinisiert Johannes Stradanus (* 1523 in Brügge; † 2. November 1605 in Florenz; auch Giovanni Stradano oder Joannes Stradanus), war ein in Flandern gebürtiger, manieristischer Maler und Zeichner. Seine Hauptschaffenszeit war im 16. Jahrhundert in Florenz, Italien.

## Leben
Jan van der Straet begann seine Ausbildung in der Werkstatt seines Vaters und führte sie später bei Pieter Aertsen in Antwerpen fort. 1545 trat er der einflussreichen Lukasgilde, dem niederländischen Pendant zur römischen Accademia di San Luca, bei. 1550 wechselte er nach Florenz und trat in die Dienste des Giorgio Vasari und der Herzöge der Medici. Stradanus' Kartons für die von Cosimo I. gegründete Teppichmanufaktur gaben dieser mächtigen Aufschwung und machten den Künstler bekannt. Drei Jahre später ging er nach Rom und arbeitete zusammen mit Francesco Salviati an der Ausgestaltung des Belvedere in der Nähe des Vatikans. Nach seiner Rückkehr nach Florenz widmete er sich der Ausgestaltung des Palazzo Vecchio und der Villa von Poggio a Caiano. Besondere Beachtung fanden drei als Stiche verbreitete Zeichnungen, in denen er 1589 die Entdeckung Amerikas darstellte, darunter America. Zum Studiolo di Francesco I. steuerte er zwei Bilder bei, darunter das Gemälde Das Labor des Alchemisten.
Als sein wichtigster Schüler gilt Antonio Tempesta.

## Werke

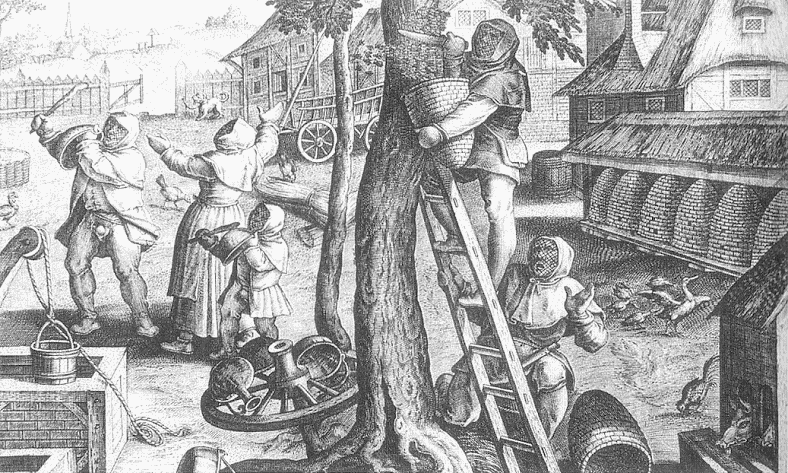
Bäuerliche Imkerei

- Venationes ferarum (Jagd auf wilde Tiere). 1578.
- America (Stich). 1589.